# Leucon galatheae
Leucon galatheae är en kräftdjursart som först beskrevs av Jones 1956.  Leucon galatheae ingår i släktet Leucon och familjen Leuconidae. Inga underarter finns listade i Catalogue of Life.